# 白僵菌素
白僵菌素（英語：Beauvericin）是一种具有抗生素和杀虫剂性质的酯肽（缩酚酸肽），隶属于恩镰孢菌素家族。其最早从球孢白僵菌（Beauveria bassiana）中分离得到，包括几种镰孢菌在内的其他真菌也会产生白僵菌素。其一般出现在受这些真菌污染的谷物中，如玉米、小麦、大麦等。白僵菌素对革兰氏阳性菌和分枝杆菌有抑制活性，也能诱导哺乳动物细胞的程序性死亡。
从化学结构上看，白僵菌素是一种环状六酯肽，由N-甲基-苯丙氨酰基和D-羟基-异戊酰基交替连接得到。其可与金属离子配位，可与碱金属和碱土金属离子螯合并透过细胞膜。
白僵菌素与抗真菌药物酮康唑联合使用（剂量为 0.1 μg/ml）对近平滑念珠菌（Candida parapsilosis）具有体外杀菌作用。在小鼠模型中也显示出提高存活率和低毒性的特性。